# Tom Ford (Snookerspieler)
Tom Ford (* 17. August 1983 in Glen Parva, Leicestershire; eigentlich Thomas Edward Ford) ist ein englischer Snookerspieler aus Glenfield bei Leicester.

## Karriere

### Jugend und Anfänge
Bereits als Kind spielte Tom Ford zuhause auf einem einfachen Aufstelltisch mit seinem Vater und seinem Bruder. Mit 8 Jahren wurde er von Willie Thorne und dessen Bruder Malcolm gefördert und trainierte auf dessen Clubtischen. Er ist derselbe Jahrgang wie Mark Selby, und eine Zeitlang spielten sie auch zusammen. Im Alter von 13 Jahren hatte Tom Ford seinen ersten großen Erfolg im Jugendbereich, als er englischer U-15-Meister wurde. 2001 wurde er mit einem Finalsieg über Judd Trump englischer U-18-Meister. Mit 18 Jahren nahm er auch erstmals an der Challenge Tour teil, um sich für die Snooker Main Tour als Profi zu qualifizieren. Gleich bei seinem ersten Auftritt bei der Snookerweltmeisterschaft 2001 machte er auf sich aufmerksam, als er es unter anderem mit Siegen über Martin Gould, Rory McLeod und Scott MacKenzie bis unter die letzten 128 schaffte. Dadurch hatte er auch die Startberechtigung in der Saison 2001/02, wo er bereits einige Achtungserfolge feiern konnte. Beim LG Cup nahm er erfolgreich Revanche an Barry Pinches, gegen den zuvor bei der WM Endstation gewesen war. Bei den China Open besiegte er mit Adrian Gunnell einen weiteren erfahrenen Profi, und bei der WM 2002 erzielte er seine ersten beiden Centurys als Profi und verlor nur knapp 9:10 gegen Mark Selby.
Wegen dieser Niederlage konnte er seinen Main-Tour-Platz aber nicht verteidigen und musste in der Saison darauf erneut in die Challenge Tour. Gleich beim ersten Turnier in Mansfield erreichte er das Finale, wo er 2:6 gegen Chris Melling verlor. Ein paar Punkte sammelte er bei zwei weiteren Turnieren. Auch bei der Weltmeisterschaft trat er wieder an und überstand die Vorrunden. Mit Siegen über Rory McLeod und Kristján Helgason schaffte er es erstmals unter die letzten 80. Insgesamt konnte er dank seiner guten Ergebnisse Platz 2 der Gesamtwertung der Challenge Tour erreichen und so wieder auf die Profitour zurückkehren. In seinem zweiten Profijahr konnte er die Leistung bestätigen. Sein größter Erfolg war das Erreichen der Runde der letzten 32 bei den British Open mit Siegen über Alfie Burden, Brian Morgan und dem Top-32-Spieler Ian McCulloch. Bei der UK Championship 2003 verpasste er das Hauptturnier der letzten 48 nur um einen Sieg. Auch beim Irish Masters und mit einem Sieg über Martin Gould bei der WM sammelte er weiter Punkte und belegte in der Snookerweltrangliste nach der Saison 2003/04 bereits Platz 74.
Im Jahr darauf schaffte er es bei der UK Championship ins Hauptturnier und schied nur knapp im Entscheidungsframe mit 8:9 gegen Ali Carter in Runde 1 aus. Bei den Welsh Open erreichte er ebenfalls die Runde der letzten 48 und stand anschließend beim Malta Cup erstmals im Viertelfinale eines Weltranglistenturniers. Mit Chris Small und Ken Doherty hatte er zwei Top-16-Spieler besiegt und erst gegen Stephen Hendry schied er aus dem Turnier aus. Bei den China Open besiegte er mit Joe Perry einen weiteren Top-Spieler und erreichte ein weiteres Mal eine Hauptrunde. Nur bei der Weltmeisterschaft 2005 kam er erneut nicht über die letzten 80 hinaus. In der Weltrangliste verbesserte er sich damit auf Platz 51. In der Saison 2005/06 konnte er dann bei fast allen Turnieren sein Auftaktspiel gewinnen, schied aber spätestens danach aus. Immerhin bedeutete dies, dass er bei der WM 2006 erstmals unter die letzten 64 kam. In der Weltrangliste verbesserte er sich kaum, er rutschte aber unter die Top 48, was ihm bei den Weltranglistenturnieren eine weitere Qualifikationsrunde ersparte. Um diese Grenze pendelte er auch in den nächsten vier Jahren.

### Stagnation und Aufstieg in die Top 32
Die neue Saison begann 2006 mit vielen Auftaktniederlagen. Auch beim Grand Prix gewann er in der Gruppenphase nur zwei der fünf Partien, davon eine gegen Peter Ebdon, einen Top-8-Spieler. Sein erster Turniererfolg war das Erreichen des Achtelfinals beim Malta Cup. Bei den China Open erreichte er ein zweites Mal das Endturnier, verlor aber in Peking in der Wildcard-Runde. Die Saison 2007/08 begann wie die vorherige mit zwei Auftaktniederlagen. Und beim Grand Prix kam er trotz eines Siegs über Steve Davis nicht über die Gruppenphase hinaus. Die Partie gegen den vormaligen Weltmeister war eine ganz besondere, da er am Morgen noch mit Magen-Darm-Beschwerden im Krankenhaus gewesen war und sich selbst entlassen hatte. Er gewann die Begegnung nicht nur mit 4:0, er erzielte dabei auch 3 Centurys und eines davon war das erste Maximum Break seiner Karriere. Danach erreichte er bei der erstmals als Ranglistenturnier ausgetragenen Northern Ireland Trophy immerhin die Runde der letzten 32. Dieses Ergebnis verpasste er bei der darauf folgenden UK Championship nach einer 8:9-Niederlage gegen Jamie Cope nur knapp. Im Jahr darauf kam er beim Shanghai Masters erstmals unter die letzten 32. Bei den weiteren Turnieren verlor er früh, bei der Weltmeisterschaft 2009 gewann er nach drei Jahren mal wieder sein Auftaktmatch und erreichte damit erstmals die Runde der letzten 48.
Die Saison 2009/10 begann wieder durchwachsen, neuen Auftrieb brachte ihm aber die UK Championship, bei der er erstmals die Finalrunde erreichte. Auch bei den Welsh Open erreichte er im Januar 2010 die Runde der letzten 32. Daneben nahm er noch an der Pro Challenge Series teil, eine für die Weltrangliste nicht relevante Serie von Turnieren. Dort erreichte er zweimal das Achtelfinale. Der Höhepunkt der Saison war für ihn aber die Weltmeisterschaft 2010. Nach klaren Siegen über David Hogan, Anthony Hamilton und Judd Trump stand er zum ersten Mal in der Finalrunde. Seine erste Partie im Crucible Theatre verlor er gegen Mark Allen mit 4:10. Dies brachte ihn auch wieder in der Weltrangliste voran, wo er auf Platz 41 vorrückte.
Die Saison 2010/11 war von großen Veränderungen im Turnierkalender gekennzeichnet, nicht nur von einer Zunahme der Weltranglistenturniere, sondern auch von der Einführung der Players Tour Championship, einer Serie von Minor-Ranking-Turnieren. Tom Ford nahm diese durchgehend auf vier Gewinnframes gespielten Kleinturniere sehr gut an und erreichte schon beim ersten PTC Event in Sheffield das Viertelfinale. Beim dritten Turnier an selber Stelle erreichte er das Finale und gewann mit dem 4:0 gegen Jack Lisowski seinen ersten kleineren Main-Tour-Titel. Bei den Brugge Open und der Ruhr Championship 2010 erreichte er noch einmal das Achtelfinale. Damit qualifizierte er sich auch für die PTC Grand Finals, verlor dort aber das Auftaktmatch gegen Anthony Hamilton. Darüber hinaus konnte er seinen Endrundeneinzug bei der UK Championship noch einmal wiederholen, bei den anderen Hauptturnieren gab es jedoch keine herausragenden Ergebnisse, so dass er am Saisonende den Einzug in die Top 32 der Welt um zwei Plätze verpasste. Im Jahr darauf war das Achtelfinale bei den neu eingeführten Australian Goldfields Open sein erster Saisonerfolg. Und bei der UK Championship zog er erneut in die Finalrunde ein. Daneben blieben aber vor allem die PTC-Turniere, beim elften Turnier in Sheffield erreichte er nach Siegen über Judd Trump und Graeme Dott erneut das Finale und errang mit einem knappen 4:3-Sieg über Martin Gould seinen zweiten PTC-Titel. Mit zwei Achtelfinals bei den Welsh Open und den World Open sammelte er genug Weltranglistenpunkte, um 2012 erstmals unter die Top 32 der Welt vorzustoßen.

### Die erfolgreichsten Jahre
In der Saison 2012/13 wiederholte Ford sein Achtelfinale in Australien. Zuvor hatte er schon bei der 6-Red World Championship 2012, einem Einladungsturnier im Sonderformat, dieselbe Runde erreicht. Bei der Players Tour Championship kam er in Zhengzhou ins Halb- und in Sofia bei den Bulgarian Open ins Viertelfinale. In der dritten Runde des Turniers hatte er gegen Matthew Stevens sein zweites Maximum Break erzielt. Mit diesen Ergebnissen qualifizierte er sich zum dritten Mal für die PTC Grand Finals und diesmal schaffte er mit Siegen über Mark Joyce, Allister Carter und Marco Fu der Einzug ins Halbfinale. Es war sein bis dahin bestes Ergebnis bei einem vollwertigen Weltranglistenturnier. Bei der UK Championship erreichte er außerdem zum vierten Mal in Folge die Endrunde. Bei den anderen Turnieren der Saison konnte er aber keine besonderen Ergebnisse hinzufügen, so dass er sich in der Weltrangliste nur um zwei Plätze verbessern konnte und mit Platz 24 seine beste Jahresendplatzierung erreichte. Die Saison 2013/14 begann vielversprechend mit dem Viertelfinaleinzug bei den Australian Goldfields Open durch einen Sieg über den Titelverteidiger Barry Hawkins und nach kleineren PTC-Erfolgen wie dem Achtelfinale bei den Bluebell Wood Open stieg er in der Zwischenwertung der Snookerweltrangliste 2013/14 im September 2013 bis auf Platz 21, die beste Position in seiner Karriere. Danach folgten aber Rückschläge wie die Erstrundenniederlagen beim Shanghai Masters, der International Championship und vor allem der UK Championship und den China Open. Und trotz eines Viertelfinals bei den Dongguan Open 2014 verpasste er zum ersten Mal die PTC Grand Finals. Zweitbestes Ergebnis außerhalb der PTC war noch das Erreichen der Runde der letzten 32 beim Indian Open, das aber mit den Australian Open zu den Turnieren mit der geringsten Wertung gehörte. Einen tieferen Absturz in der Weltrangliste konnte Ford nur verhindern, weil er bei der Weltmeisterschaft nach Siegen über Luca Brecel und Matthew Stevens zum zweiten Mal in seiner Karriere die Endrunde im Crucible erreichte. Er spielte dort gegen den Vorjahreshalbfinalisten Judd Trump und hielt bis zum 8:8 die Partie offen, bevor sich Trump zwei umkämpfte Frames sicherte und gewann.

### Abstieg und späte Erfolge
Die Saison 2014/15 begann Ford gerade noch auf Platz 32, aber die Negativserie der Vorsaison setzte sich fort. In der ersten Saisonhälfte bis zum Jahreswechsel gelangen ihm nur zwei Siege. Selbst bei den PTC-Turnieren gab es nur Erstrundenniederlagen. Einziger Ausreißer in der gesamten Saison waren die Xuzhou Open im Januar 2015: Bei dem PTC-Turnier in China erreichte er das Halbfinale. Vor der Weltmeisterschaft drohte damit sogar der Sturz aus den Top 64 und damit das Ende der Main-Tour-Zugehörigkeit. Mit Siegen über Andrew Norman und David Gilbert konnte er sich aber noch auf Platz 59 zum Saisonende retten. Trotz eines Fehlstarts in die nächste Saison folgte bei den Riga Open im ersten PTC-Turnier mal wieder ein großes Erfolgserlebnis. Nach dem Sieg gegen den Weltranglistenneunten Joe Perry in Runde 2 kämpfte er sich bis ins Finale durch und nur sein Landsmann Barry Hawkins verhinderte seinen dritten PTC-Sieg. Beim Shanghai Masters erreichte er danach wieder einmal die Finalrunde eines größeren Turniers. Auch wenn er immer wieder früh ausschied, sammelte er doch wieder regelmäßig Punkte. Höhepunkt war die UK Championship 2015, bei der er Mark Williams und Kyren Wilson besiegte und erstmals in seiner Karriere ins Achtelfinale einzog. In der Einjahreswertung gehörte er danach zu den Top 32 und war damit für den World Grand Prix qualifiziert, wo er in Runde 1 den Weltranglistenersten Mark Selby mit 4:2 besiegte. Es war sein einziger Sieg gegen den ehemaligen Jugendkameraden. Auch bei der letztmals ausgetragenen Players Tour Championship erzielte er gute Ergebnisse und qualifizierte sich so noch einmal für die Grand Finals, wo er aber das Auftaktspiel verlor. Bei den abschließenden Turnieren der Saison verlor er jeweils in Runde 2, aber er stand danach wieder auf Platz 43 der Weltrangliste und hatte damit die weitere Main-Tour-Zugehörigkeit sicher.
In seine 15. Profisaison startete Tom Ford 2016/17 mit zwei Auftaktniederlagen, bevor beim World Open wieder unter die letzten 32 kam. Beim Paul Hunter Classic 2016 feierte er dann seinen größten Erfolg außerhalb der Players Tour Championship. Das Turnier wurde zwar weiterhin nach PTC-Regeln ausgetragen, hatte aber in dieser Saison vollwertigen Turnierstatus erhalten. Er zog ins Finale ein und unterlag dort dem Weltmeister Mark Selby mit 2:4. Beim European Masters und den English Open erreichte er zweimal in Folge das Achtelfinale und nach dem Erreichen der zweiten Finalrunde bei der International Championship näherte er sich wieder den Top 32 der Weltrangliste. Danach folgten aber auch immer wieder Erstrundenniederlagen, bevor er erneut in Deutschland beim German Masters in Berlin einen zweiten Saisonerfolg einfuhr. Er besiegte unter anderem Judd Trump in der Qualifikation und Mark King im Achtelfinale und schied erst im Viertelfinale gegen den späteren Finalisten Ali Carter aus. In der Partie gegen Peter Ebdon gelang ihm außerdem das dritte 147er Break seiner Karriere. Er war erst der 12. Spieler, der drei offizielle Maximums erzielt hatte.
In der Saison 2024/25 erzielte er mit seinem Sieg im  Snooker Shoot-Out 2024, in dem er  Liam Graham  mit 31:28 besiegte seinen ersten Sieg in einem Ranglistenturnier. Das Shoot-Out wird in einem Frame entschieden, angegeben sind die erzielten Punkte.

## Erfolge

### Ranglistenturniere
- Snooker Shoot-Out 2024

### Minor Turniere
- Players Tour Championship 2010/11 – Event 3 (2010, Minor-Ranking-Turnier)
- Players Tour Championship 2011/12 – Event 11 (2011, Minor-Ranking-Turnier)

Finalteilnahmen
- Riga Open 2015 (Minor-Ranking-Turnier)
- Paul Hunter Classic 2016
- German Masters 2023
- International Championship 2023

Weitere Titel
- Englischer U-15-Juniorenmeister (1996)
- Englischer U-18-Juniorenmeister (2001)